# Sant'Alberto Magno

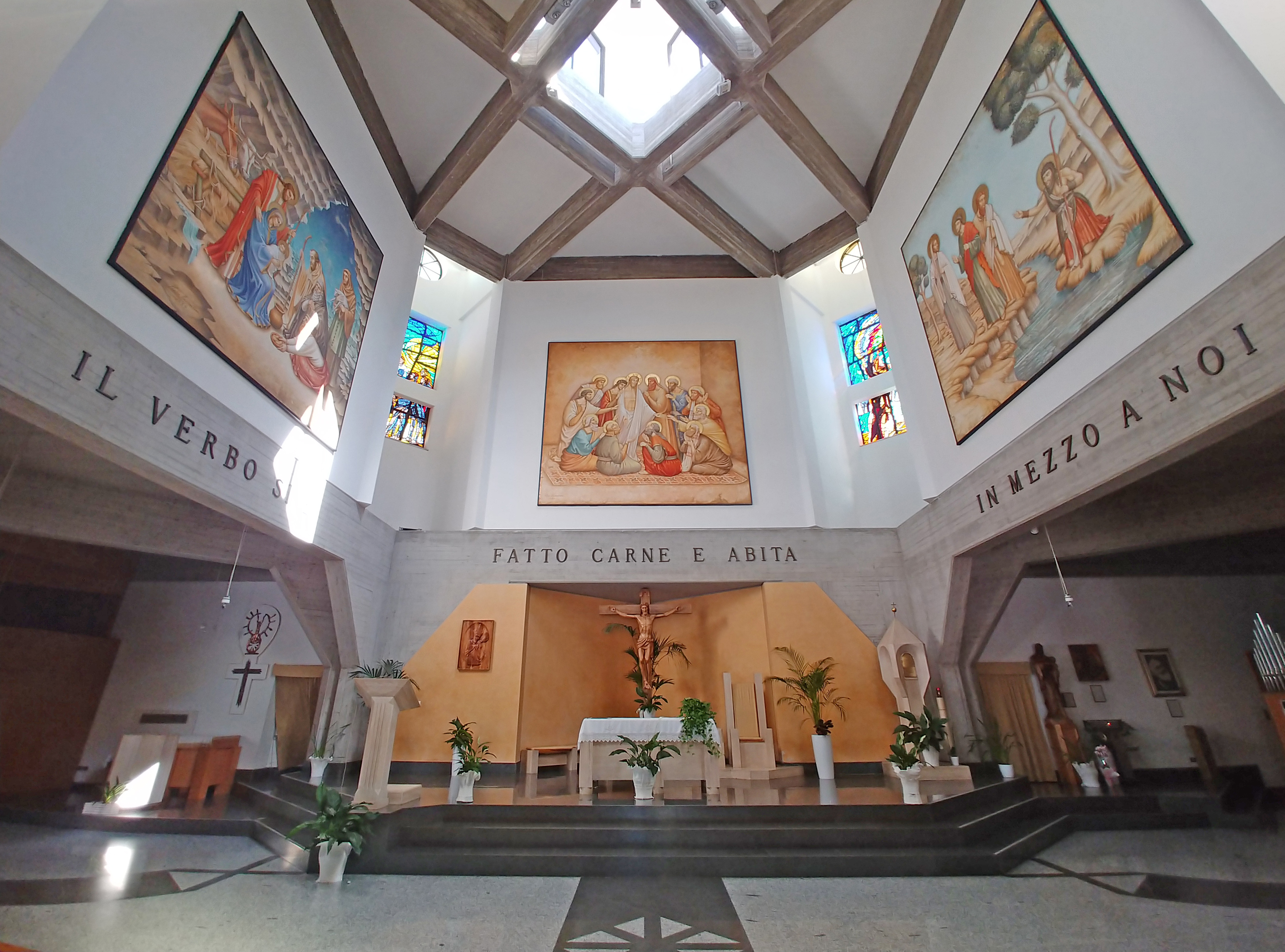
Interiér

Sant'Alberto Magno je kostel v Římě na Via delle Vigne Nuove v obvodu Municipio III, zasvěcený svatému Albertu Velikému (asi 1200–1280). Kostel je od 19. listopadu 2016 kardinálským titulem. Ustanovil jej papež František.

## Historie
Přidružená farnost byla založena v roce 1983.
Základní kámen kostela byl položen v roce 1988 a architekt Sandro Benedetti stavbu dokončil v roce 1991.
Dne 19. listopadu 2016 byl papežem Františkem povýšen na titulární kostel kardinála kněze Sant'Alberto Magno.

## Varhany

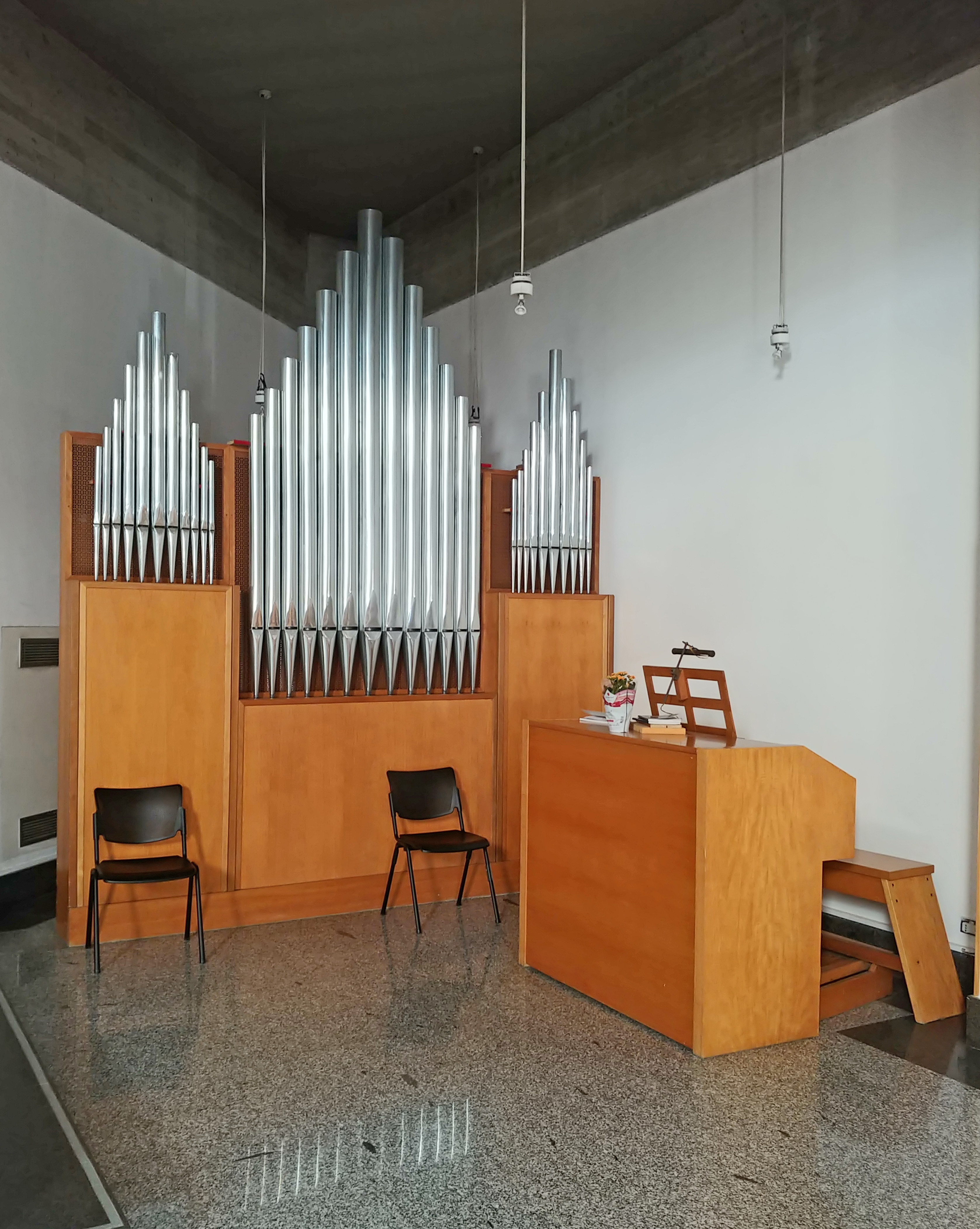
Varhany

Varhany mají dva manuály, pedál a 35 stupňů.

## Kardinálové
Papež František jej 19. listopadu 2016 založil jako titulární kostel. Od té doby je titulárním kostelem užívaným pro třídu (ordo) kardinálů-kněží.
- Anthony Soter Fernandez (19. listopadu 2016 – 28. října 2020)
- Virgílio do Carmo da Silva (27. srpna 2022 – dosud) [2]